# Haploniscus ultraabyssalis
Haploniscus ultraabyssalis är en kräftdjursart som beskrevs av Yakov Avadievich Birstein1963. Haploniscus ultraabyssalis ingår i släktet Haploniscus och familjen Haploniscidae. Inga underarter finns listade i Catalogue of Life.